# Uberto Tosco
Uberto Tosco (Torino, 8 marzo 1915 – Torino, 17 marzo 2001) è stato un botanico e musicista italiano.

## Biografia
Sebbene noto come insigne naturalista, Tosco compie studi di composizione al conservatorio della sua città natale, dedicandosi anche all'attività di pianista e organista. Vasti, del resto, sono i suoi interessi: esperto filatelico sarà un'autorità nel campo della conservazione dei francobolli rari. Pittore e disegnatore, talora dei suoi stessi volumi naturalistici, espone i propri quadri in varie mostre, come testimonia il suo Flora dei dintorni di Legnago (Verona) del 1937.
A 22 anni s'arruola come militare nel Genio Pontieri a Legnago (Verona), dove conosce il naturalista Sandro Ruffo, col quale stringe rapporti d'amicizia. Acquisita sul campo un'ampia conoscenza della botanica, quantunque non laureato consegue nel 1954 la Libera docenza. Membro della Società Botanica Italiana dal 1946, socio corrispondente dell'Accademia di agricoltura di Torino, per la sua grande conoscenza dei macromiceti verrà nominato direttore del Laboratorio Crittogamico di Torino, dovendo sovrintendere — in quanto ispettore sanitario — all'esame dei funghi commestibili venduti presso i Mercati Generali. Nominato conservatore onorario del Museo di Storia Naturale di Verona, dona nel 1975 all'istituto parte della sua biblioteca, compreso un prezioso erbario.
È stato vicedirettore e prefatore del progetto editoriale Enciclopedia Italiana delle Scienze De Agostini.